# ゴーティエ2世・ダヴェーヌ
ゴーティエ2世・ダヴェーヌ（フランス語：Gautier II d'Avesnes, 1170年 - 1244年）は、アヴェーヌ、ルーズ、コンデおよびギーズの領主。ブロワ女伯マルグリットとの結婚により、ブロワ伯およびシャルトル伯となった。弟ブシャール4世はフランドル女伯・エノー女伯マルグリット2世と結婚した。

## 生涯
ゴーティエ2世はジャック1世・ダヴェーヌとギーズ女領主アデルの息子である。1214年のブーヴィーヌの戦いにおいてフランドル伯フェラン側について戦い、その後聖地へと向かった。ゴーティエ2世は捕虜となりテンプル騎士団に身代金を要求された。また1218年に、ペレリン城の建設を援助し、この建設のために1,000サラセン・ベザントを寄付した。
ギーズの領地からの収入で、ゴーティエ2世は居城の最新化に着手した。また、エノー伯領に向かう道を管理するためアングランクールに城を建設した。

## 家族
ゴーティエ2世は、ブロワ伯ティボー5世とアリックス・ド・フランスの娘マルグリットと結婚し、3子をもうけた。
- ティボー - 早世
- マリー（1200年 - 1241年） - ブロワ女伯
- イザベル - オワジーおよびモンミライユ領主ジャンと結婚